# Armadillo Aerospace
Armadillo Aerospace var ett litet forsknings- och utvecklingsföretag baserat i Mesquite, Texas.
Armadillo Aerospace grundades 2000 av en grupp raketentusiaster och bedrev sin verksamhet på ideell basis. 
Gruppen leddes av John Carmack, även känd som före detta chefsutvecklare hos id Software. De arbetade på raketer drivna av syre och etanol och byggde två farkoster kallade Pixel och Texel. Texel havererade i en testuppskjutning och därför kunde företaget endast använda Pixel för tävlingen Wirefly X PRIZE CUP. Armadillo Aerospace var de enda tävlande som ställde upp i ett försök att vinna Northrop Grumman Lunar Lander Challenge Wirefly X PRIZE CUP år 2007, dessvärre utan resultat.